# Евтифрон
«Евтифрон» (др.-греч. Εὐθύφρων) или «О благочестии» (др.-греч. Περὶ ὁσίου) — философский трактат первой половины IV века до н. э. Вопрос об авторстве сочинения остаётся открытым. По одной версии его написал Платон, по другой — один из его учеников в качестве школьного сочинения. Произведение описывает встречу и последующий разговор Сократа и афинского прорицателя Евтифрона. Они беседуют о сути благочестия. С помощью метода Сократа философ показывает несостоятельность представлений о благочестии своего оппонента.
В диалоге содержится вопрос, который получил название дилеммы Евтифрона: «благочестивое любимо богами потому, что оно благочестиво, или оно благочестиво потому, что его любят боги?». Если принять за основу первую часть дилеммы, то получается, что «благочестие» и «мораль» первичны, что противоречит идее о всемогуществе богов. Вторую часть также легко опровергнуть. В условиях древнегреческой религии, одно и то же действие может нравиться одним и не нравиться другим божествам. Более того, отношение к одному и тому же действию конкретного божества может быть отличным в зависимости от времени совершения. Данная дилемма не имеет однозначного разрешения для политеистов. По мнению Ульриха фон Виламовиц-Мёллендорфа в «Евтифроне» понятие добродетели было впервые отделено от благочестия.

## Место, время и обстоятельства
Действие диалога происходит в Афинах в начале 399 года до н. э. около царского портика — помещения, где заседал архонт-басилевс. Около него встретились Сократ и афинский прорицатель Евтифрон. Сократ пришёл, чтобы узнать об обвинении Мелета в том, что он не чтит традиционных богов, вводит новых и развращает юношество. Через месяц суд приговорит философа к смерти. Евтифрон, напротив, сам пришёл с доносом. Он рассказал Сократу о том, как его поденщик на Наксосе напившись убил раба. Отец Евтифрона приказал связать этого человека и бросить в ров. Там он и умер то ли от холода, то ли от голода. Евтифрон посчитал данный поступок отца нечестивым и хочет подать на него судебную жалобу.
Учёные-антиковеды при описании диалога подчёркивают наличие в нём несогласованных утверждений. Отец Евтифрона мог владеть земельным наделом клерухией на Наксосе до 405 года до н. э. После поражения при Эгоспотамах афинские граждане были изгнаны с острова. Таким образом, здесь имеет место либо анахронизм, либо Евтифрон подаёт в суд на отца за действие совершённое более чем пять лет назад. Имя «Евтифрон» (др.-греч. Εὐθύφρων) обозначает «обладающий прямым умом», «прямодушный», «правильно мыслящий». Учитывая вышеизложенное не исключено, что весь диалог представляет собой не изложение разговора Сократа, а литературный вымысел.
Евтифрон также упомянут в диалоге Платона «Кратил». В этом произведении, действие которого разворачивается до 422 года до н. э., Евтифрону около 20 лет. Соответственно в 399 году до н. э. его возраст составлял более 40 лет. Отец, на которого Евтифрон подаёт жалобу, в таком случае являлся стариком.
Относительно времени написания диалога в научной среде существует несколько версий. По одной, «Евтифрон» — раннее «юношеское» произведение Платона, которое тот написал в промежутке между 399 (казнь Сократа) и 388/387 годами до н. э. (путешествие в Сицилию). В то же время в «Евтифроне» усматривают связь с поздними диалогами Платона «Законы» и «Теэтет». В таком случае «Евтифрона» можно рассматривать как сочинение, которое написал один из учеников платоновской Академии на основании трудов учителя.

## Композиция
Во вступлении описаны обстоятельства встречи Сократа и Евтифрона у царского портика. Сократ рассказывает об обвинении Мелета, по которому его будут судить. Евтифрон подчёркивает свой профессионализм в трактовке божественных предначертаний. Также он сетует на то, что, несмотря на верность его предсказаний, в обществе над ним смеются, по всей видимости потому, что завидуют. Евтифрон показывает читателю своё умение предсказывать заявлением: «Скорее всего, мой Сократ, это ничем серьезным не кончится, и ты успешно выиграешь свою тяжбу». В действительности, через месяц после описываемых событий суд приговорит Сократа к смерти.
Далее Евтифрон рассказывает об обстоятельствах своей тяжбы с отцом. Он убеждён, что вне зависимости от вины погибшего из-за действий отца человека, преступника можно преследовать лишь по суду. Самовольное причинение зла преступнику является бесчестным. Евтифрон подчёркивает, что судебное преследование виновного отца является допустимым, а тот кто утверждает обратное плохо знает божественные законы о благочестии и нечестии. Тогда Сократ просит Евтифрона дать определение благочестия. Тот заявил, что благочестием является преследование виновного в убийстве, святотатстве или других преступлениях, вне зависимости от личности и отношения к преступнику. Сократ возразил, что это лишь частный пример благочестивого поведения, но никак не его определения. На это Евтифрон ответил, что «благочестивым является то, что угодно богам, а нечестивым соответственно то, что неугодно». На это Сократ отмечает, что и среди пантеона олимпийских богов случаются раздоры и разногласия. А если так, то возможно один и тот же поступок будет по разному воспринят конкретными богами. Евтифрон, чтобы избежать противоречия, подчеркнул, что все боги согласятся с тем, что убийца должен быть наказан. На это Сократ возразил, что и люди будут считать также. Однако, когда дело доходит до суда оказывается, что существует множество мнений о степени виновности в каждом конкретном случае. Точно также и боги могут по разному воспринимать любой человеческий поступок.
Сократ, видя недоумение Евтифрона, предлагает ему пересмотреть определение, заменив слова «угодно» и «неугодно» на «любезно» и «ненавистно». Тогда «благочестием будет то, что любезно, а нечестием — ненавистно богам». Евтифрон соглашается с такой трактовкой. После Сократ задаёт вопрос, получивший название дилеммы Евтифрона: «благочестивое любимо богами потому, что оно благочестиво, или оно благочестиво потому, что его любят боги?». Видя недоумение Евтифрона, Сократ уточняет утверждение на примерах «любящего и любимого», «несущего и несомого» и т. п. Несомое является таковым потому, что его несут. Точно также и «благочестивое» любят потому, что оно «благочестиво», а не наоборот. «Богоугодное» отличается от «благочестивого» и в чём-то является его противоположностью. «Богоугодное является таким потому, что его любят боги. Благочестивое боги любят из-за того, что оно благочестиво». После дальнейшего разбора «благочестивого» и «справедливого» и других понятий Сократ подводит Евтифрона к ответу, что «благочестивым является то, что угодно богам». После этого он указывает, что данное утверждение было опровергнуто в самом начале разговора. Евтифрону нечего возразить и он, сославшись на дела, уходит.

## Интерпретация и философское содержание
Центральной темой диалога является «благочестие». В тексте произведения содержится несколько определений данного понятия, ни одно из которых не является окончательным. В конечном итоге читатель запутывается в противоречивых определениях, казалось бы всем известного понятия. Всё сочинение Сократ с Евтифроном говорят о благочестии, но не могут дать его определение. В «Евтифроне» на примере благочестия показана сущность теории идей Платона. «Благочестие» является «идеей», которой невозможно дать определение. Эта «идея» осмысливает тот или иной поступок и является для него образцом.
Диалог «Евтифрон» содержит несколько примеров сократической иронии — метода ведения дискуссии, который предполагает мнимые незнание и согласие с собеседником в начале беседы. Последующие уточняющие вопросы показывают ложность убеждений и невежество оппонента. Так, к примеру, в начале беседы Сократ говорит: «Пожалуй, уважаемый Евтифрон, для меня самое лучшее — стать твоим учеником». Позже, когда выяснилось, что Евтифрон не может объяснить, что же представляет собой благочестие, Сократ говорит: «Я понимаю, что кажусь тебе менее понятливым, чем судьи: им же ты, очевидно, докажешь, что поступок твоего отца — незаконный». Диалог завершается фразой: «Что ж это ты делаешь, друг мой! Уходишь, лишая меня великой надежды узнать от тебя о благочестивом и нечестивом и избежать Мелетова иска, доказав ему, что я стал мудрым в божественных вопросах благодаря Евтифрону …».
Наибольшую известность получила та часть диалога, в которой обсуждается вопрос о первичности божественного промысла либо благочестия. «Дилемму Евтифрона» можно сформулировать как «Повелевает ли Бог поступить определённым образом, потому что это верно в моральном смысле, или же это верно в моральном смысле, потому что так велит Бог?» Хоть диалог написан в условиях политеизма, дилемма Евтифрона остаётся значимой современной теологической проблемой. Если принять за основу первый постулат, то получается, что «мораль» и «благо» первичны и существуют вне божественного промысла, что ставит под сомнение всемогущество Бога. Данная мысль является по сути атеистичной. Если же поступок морально верный исключительно потому, что так повелевают боги, то одно и то же действие может быть, в зависимости от обстоятельств, одновременно благочестивым и нечестивым. Всё будет зависеть от мнения божества в данный конкретный момент совершения поступка. С точки зрения христиан «любое действие является морально неверным только в том случае, если оно противоположно повелениям любящего Бога». Другими словами Бог не может повелеть или пожелать ничего аморального в силу своей всемилостивой сущности. Для политеистов дилемма не имеет однозначного разрешения.

## Влияние и оценки
В начале III века до н. э. философ-эпикуреец Метродор из Лампсака написал трактат «Против Евтифрона». Само сочинение не сохранилось. Оно является первым, в котором упомянут диалог «Евтифрон». Философ-платоник Трасилл поместил трактат в первую из девяти тетралогий Платона, которая также включала диалоги «Апология Сократа», «Критон» и «Федон». В этих четырёх трактатах описаны события до суда над Сократом, во время судебного заседания, пребывания Сократа в тюрьме и последнего дня жизни философа. Диоген Лаэртский назвал «Евтифрона» «испытательным» сочинением. Также он подчеркнул, что некоторые из учителей философии помещали «Евтифрона» в начало сборников платоновских сочинений, так как оно является наиболее подходящим для начала изучения наследия Платона. Диоген Лаэртский писал, что Сократ отговорил Евтифрона от замысла подать в суд жалобу на отца, что не соответствует тексту диалога.
Средний платоник Нумений считал, что в «Евтифроне» Платон выступил с критикой религии. Так как напрямую он это сделать не мог, то вложил свои мысли Сократу. Мёртвому учителю можно приписать совокупную мудрость нескольких поколений. Возможно, одним из мотивов Платона было желание избежать обвинений в аморальности и безбожии, в случае если кому-либо из афинян выводы диалога покажутся нечестивыми. От подобных обвинений пострадала целая плеяда мыслителей от Анаксагора до Сократа. Приписывать свои нетрадиционные мысли мёртвому учителю было вполне безопасно. В любой момент можно было бы заявить, что данные утверждения принадлежат Сократу, а он всего лишь мемуарист.
В анонимном позднеантичном трактате «Пролегомены к философии Платона» «Евтифрон» назван первым по времени написания платоновским диалогом.
Учёные-антиковеды по разному оценивают данный диалог. Фридрих Шлейермахер считал «Евтифрона» слабым произведением. Схожее мнение также высказал видный историк О. Гигон. Он считал, что богословские результаты беседы Евтифрона с Сократом чрезвычайно скудные. По мнению Гигона, Сократ лишь играет словами, не приводя каких-либо важных идей и выводов. Учёный охарактеризовал текст диалога как «странный» и «несимпатичный». Ульрих фон Виламовиц-Мёллендорф считал, что в «Евтифроне» Платону впервые удалось освободить понятие добродетели от благочестия. М. Эрлер оценил высокий уровень размышлений над логическими и грамматическими вопросами.

## Переводы и публикации
В Средние века диалог «Евтифрон» был неизвестен западноевропейским учёным. Первый перевод трактата с древнегреческого был осуществлён на армянский язык не позднее XI века. В конце XIV века рукопись «Евтифрона» на древнегреческом привёз в Италию из Византии Мануил Хрисолор. Первый перевод на латынь был осуществлён итальянским гуманистом Франческо Филельфо в 1436 году. Второй, худшего качества, в 1440/1443 годах — Ринуччо да Кастильоне. Оба перевода не были опубликованы. Первым печатным изданием «Евтифрона» на латынь стал перевод гуманиста и философа Марсилио Фичино 1484 года, в составе других произведений Платона. Первое печатное издание на древнегреческом было подготовлено учёным и одним из самых значительных филологов эпохи Возрождения М. Мусуросом в числе других сочинений Платона, а затем издано книгопечатником Альдом Мануцием в 1513 году в Венеции.
Впоследствии диалог неоднократно переиздавали в оригинале и переводах на различные языки, в том числе в составе серий Collection Budé и Loeb Classical Library.
Первый русскоязычный перевод датирован 1780 годом. Он был опубликован в первом томе сочинений Платона в переводе И. Сидоровского и М. Пахомова, которые изобиловали словами из церковнославянского языка. Впоследствии «Евтифрон» выходил в переводах В. Н. Карпова (1840-е годы), М. С. Соловьёва (1903) и С. А. Жебелёва (1923). В собрании сочинений Платона 1968—1973 годов выпуска «Евтифрон» расположен в первом томе. Перевод сочинения выполнен С. Я. Шейнман-Топштейн. Её перевод на начало 2020-х годов является последним по времени создания и наиболее узнаваемым для русскоязычного читателя.